# Новониколаевский пожар (1909)
Новониколаевский пожар 1909 года — крупный пожар, произошедший 11 мая 1909 года в Ново-Николаевске (ныне — Новосибирск). Причиной катастрофы послужило неосторожное обращение с огнём. Пожар продолжался несколько суток и нанёс большой ущерб экономике и населению города. Огромное количество жилых домов было уничтожено. Спустя несколько дней после пожара в городе началась эпидемия тифа.

## Ход событий
11 мая 1909 года во дворе дома, расположенного на Каинской улице, топилась печь. Житель этой усадьбы Гнусин разогревал на её территории смолу для собственных хозяйственных целей. В процессе неосторожной топки в одну из хозяйственных построек попали искры, из-за чего она воспламенилась. В следующие минуты огонь переметнулся на расположенный рядом сеновал и склад сельскохозяйственных орудий. От улицы Каинской разносимое ветром пламя перешло на Александровскую, Мостовую и Спасскую улицы, через час в огне оказались кварталы Воронцовской, Кривощёковской и Логовской улиц.
Весь город окутало дымом, повсюду было видно зарево огня. Дружина добровольного пожарного общества не в силах была противостоять огненной стихии. Через некоторое время обрушилась загоревшаяся тесовая каланча, под её горящими обломками оказались лестницы, багры и обоз с бочками. Удалось уберечь лишь пожарный колокол и телефонную станцию. На помощь прибыли городская и Закаменская команды пожарных, но также не смогли исправить ситуацию.
Огонь пересёк подъездные пути к реке Каменке. Охваченные паникой жители вытаскивали из горящих домов стариков и детей, горячий воздух был заполнен едким дымом. Пожар приближался к Базарной площади.
Огнём была охвачена существенная часть города — от места современного автовокзала до территории, где теперь находится Центральный парк, от Николаевского проспекта и до поймы Каменки.

## Последствия
Нанесённый городу ущерб составил более 5 млн рублей золотом. Огонь уничтожил 22 квартала, сгорели 794 дома и все находящиеся возле них приусадебные постройки. Огромное количество людей лишилось жилья и было вынуждено искать себе места для временного проживания и пищу. Тысячи бездомных заполнили покрытый сажей город, в воздухе которого ещё долгое время ощущался неприятный горький запах. Через несколько дней после пожара среди населения вспыхнула эпидемия тифа.

## Помощь

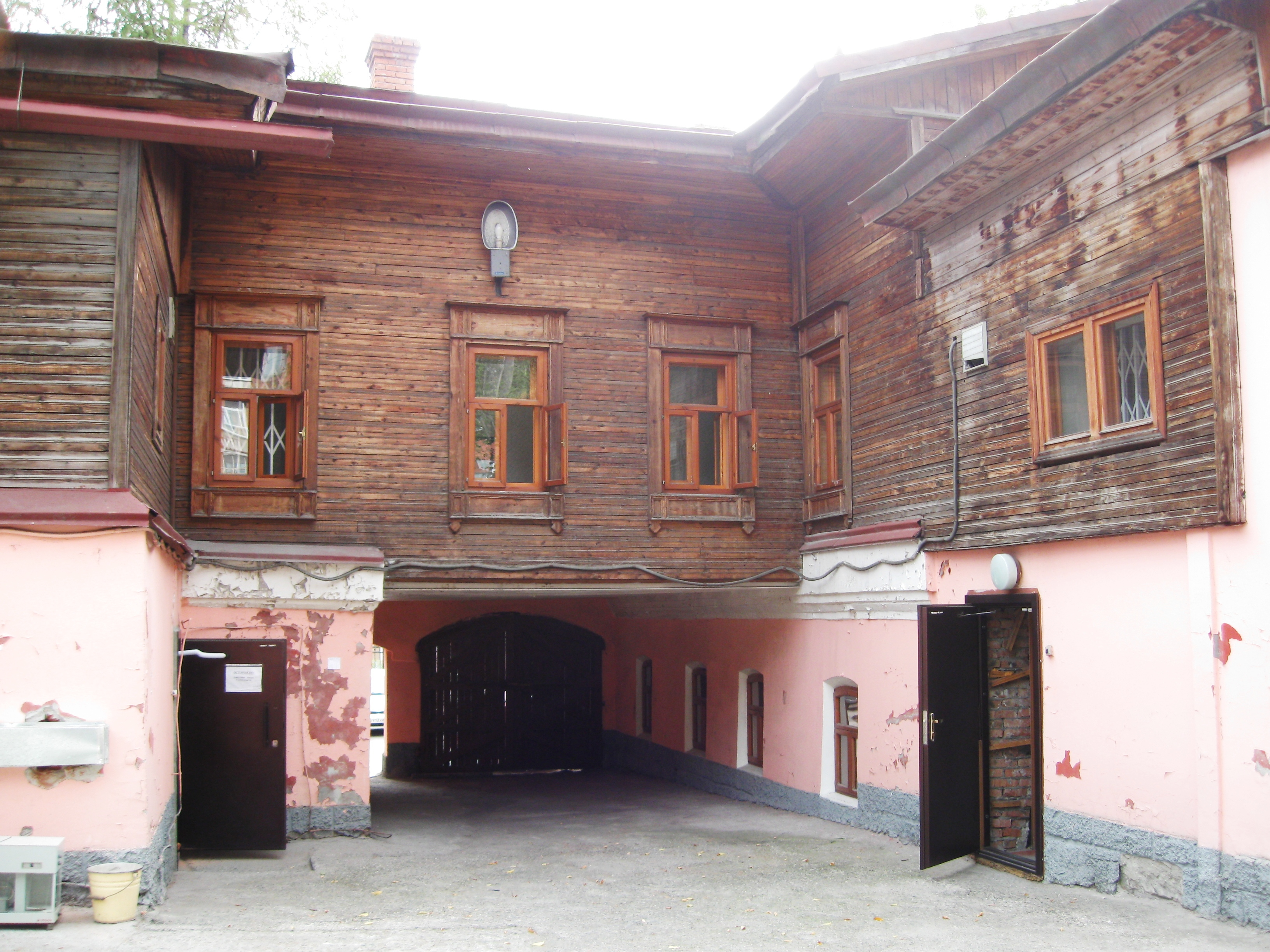
Здание, построенное после пожара на месте его возникновения.

### Благотворительная помощь
В целях помощи пострадавшим людям при редакции газеты «Народная летопись» был организован приём пожертвований. Члены Управы Захаров и Кузнецов предоставили бесплатно помещение для пожарной дружины и телефонной станции. Владелец сгоревшей торговой прачечной «Лебель» Мирошников предлагал брать уцелевшее от огня бельё в доме Фролова, располагавшемся на улице Обской. Театр Б. Д. Чиндорина устроил три спектакля, вырученные от них денежные средства были отданы в пользу погорельцев. Во время гастролей пострадавший город посетила знаменитая актриса В. Ф. Комиссаржевская, все полученные от выступления деньги она передала «в пользу многострадального города Новониколаевска…». Для оказания помощи в устранении последствий пожара в Новониколаевск приехал томский губернатор Н. Л. Гондатти, приложивший немалые усилия для облегчения участи пострадавших. Действия губернатора были высоко оценены общественным мнением и гражданами губернии, жителями города. Во-многом из-за решительных действий Гондатти по ликвидации поледствий бедствия, крестьяне одной из окрестных волостей губерний обратились в Правительство с просьбой разрешения переименования их волости в Гондатьевскую.

### Помощь государства и страховые выплаты
Денежная сумма, предоставленная горожанам страховыми обществами, составила 2 млн рублей. Поддержка, оказанная государством, заключалась в снабжении пострадавших жителей лесом на 100 тысяч рублей. Кроме того, на восстановление город получил ссуду в 150 тысяч рублей из казны.

## В культуре
В Ново-Николаевске большим успехом пользовалась пьеса Ильи Яковлевича Абрамовича «Ново-Николаевский пожар», которая неоднократно ставилась в театре города.